# Fundación Dr. Manuel Sadosky

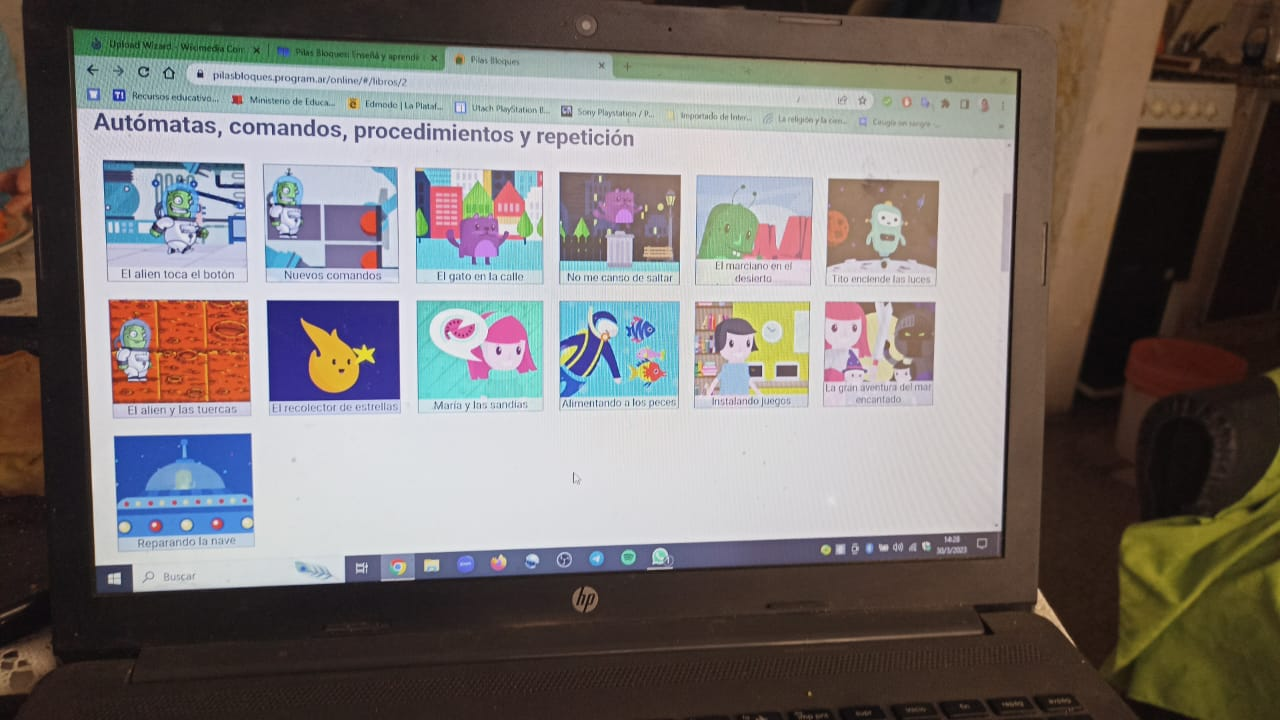
Pilas Bloques: Uno de los proyectos de esta fundación.

La Fundación Dr. Manuel Sadosky es una fundación argentina público-privada dedicada a favorecer la articulación entre el sistema científico-tecnológico y el sector productivo en el área de las tecnologías de la información y la comunicación (TIIC). Fue nombrada en honor al matemático, físico e informático argentino Manuel Sadosky.

## Programas
Los programas actuales de la fundación son:
- Área de Vinculación Tecnológica: Busca promover la interacción y colaboración entre las universidades y las empresas del sector TIC.[4]
- Programa de Ciencia de Datos: Tiene como objetivo aportar para que Argentina se convierta en líder regional en Big Data.[5]
- Seguridad en TIC: Se orienta a fortalecer las capacidades referidas a la seguridad informática en el sistema científico local, las empresas y el Estado.[6]
- Program.AR:[7] Esta iniciativa, creada en el año 2013, se propone impulsar el aprendizaje y la enseñanza de las Ciencias de la Computación en las escuelas.
- Vocaciones en TIC:[8] Esta propuesta se orienta a promover en el alumnado de escuelas secundarias el interés por desarrollarse profesionalmente en carreras relacionadas con las tecnologías de la información y la comunicación.[9]
- Asesoramiento en Proyectos de Software para Organismos Públicos.
- TIC para la Paz, Justicia e Instituciones Sólidas.

## Sede
El edificio de la Fundación se encuentra en  Av. Córdoba 831 Piso 5, Ciudad Autónoma de Buenos Aires, Argentina.

## Consejo de administración
Está presidido por:
- Presidente: Daniel Filmus
- Vicepresidente primero: Sergio Candelo
- Vicepresidente segundo: Norberto Capellán